# L'investigatore Wolfe
L'investigatore Wolfe (Cry Wolfe) è un programma televisivo documentaristico statunitense del 2014, che va in onda su Investigation Discovery negli Stati Uniti. Ha debuttato il 3 giugno 2014 ed è terminato il 4 ottobre 2016. In Italia, è andato in onda su Investigation Discovery, Giallo, ma anche su Real Time. Wolfe è doppiato in italiano da Maurizio Reti.

## Trama
Il programma usa attori per rifare alcuni dei casi interessanti dell'investigatore privato Brian Wolfe. I casi includono coniugi traditori, furti sul posto di lavoro e ricatti. Wolfe è aiutato dal suo assistente, Janine McCarthy.

## Episodi
| Stagione | Episodi | Prima TV USA |
| -------- | ------- | ------------ |
| 1        | 12      | 2014         |
| 2        | 12      | 2015         |
| 3        | 16      | 2016         |

### Stagione 1 (2014)
| n° | Titolo originale                | Titolo italiano       | Prima TV USA   |
| -- | ------------------------------- | --------------------- | -------------- |
| 1  | Sexty Hubby                     | Lingerie e computer   | 3 giugno 2014  |
| 2  | Closing the Deal                | Affare concluso       | 3 giugno 2014  |
| 3  | I Do, I Do                      | Doppia infedeltà      | 10 giugno 2014 |
| 4  | The Other Woman                 | Insolito tradimento   | 10 giugno 2014 |
| 5  | I Am a Woman                    |                       | 17 giugno 2014 |
| 6  | Stalk This Way                  | Indagine a sorpresa   | 17 giugno 2014 |
| 7  | Paper Trail                     | Carta ingannevole     | 24 giugno 2014 |
| 8  | 50 Shades of Kay                | Dipendenze pericolose | 1 luglio 2014  |
| 9  | Gambling on Love                | Scommessa sull'amore  | 8 luglio 2014  |
| 10 | Black Widower                   | Il vedovo nero        | 15 luglio 2014 |
| 11 | Trust Thy Neighbor              | Conosci il tuo vicino | 22 luglio 2014 |
| 12 | You Will Meet a Tall, Dark Liar | Premozioni pericolose | 29 luglio 2014 |

### Stagione 2 (2015)
| n° | Titolo originale       | Titolo italiano            | Prima TV USA   |
| -- | ---------------------- | -------------------------- | -------------- |
| 1  | Girl Gone Wild         | Rapita                     | 16 giugno 2015 |
| 2  | The Evil One           | L'annuncio                 | 16 giugno 2015 |
| 3  | Deep Inside Job        | Clienti VIP                | 23 giugno 2015 |
| 4  | Hot for Teacher        | Relazione con l'insegnante | 23 giugno 2015 |
| 5  | Nosy Neighbor          | Vicino fastidioso          | 30 giugno 2015 |
| 6  | Private Eyes Wide Shut | Relazione extraconiugale   | 30 giugno 2015 |
| 7  | Gone Girls             |                            | 7 luglio 2015  |
| 8  | Cheaters Never Win     | La modella                 | 14 luglio 2015 |
| 9  | The Organ Trail        | Commercio di organi        | 21 luglio 2015 |
| 10 | Shopaholic             | Strane spese               | 28 luglio 2015 |
| 11 | Not So Charming Prince | Il finto principe azzuro   | 4 agosto 2015  |
| 12 | Clown Schooled         | Il ladro                   | 11 agosto 2015 |

### Stagione 3 (2016)
| n° | Titolo originale          | Titolo italiano           | Prima TV USA      |
| -- | ------------------------- | ------------------------- | ----------------- |
| 1  | Oh Sister Where Art Thou  | Sorella scomparsa         | 26 luglio 2016    |
| 2  | Rules of Engagment        | Regole di fidanzamento    | 26 luglio 2016    |
| 3  | Deadly Poison             | Veleno mortale            | 2 agosto 2016     |
| 4  | Through the Looking Glass | Pericolosa minaccia       | 2 agosto 2016     |
| 5  | Naughty Professor         | Professore in pericolo    | 9 agosto 2016     |
| 6  | Eyewitness Murder         | Il testimone              | 16 agosto 2016    |
| 7  | Bad Seed                  | Strano mondo              | 16 agosto 2016    |
| 8  | The Foster                | La figlia adottiva        | 23 agosto 2016    |
| 9  | Mama Mia                  | Mamma mia                 | 6 settembre 2016  |
| 10 | No Country for Old Women  | Non è un paese per vecchi | 6 settembre 2016  |
| 11 | The Dead Walking          | Mistero intricato         | 20 settembre 2016 |
| 12 | Hidden Assets             | Beni nascosti             | 20 settembre 2016 |
| 13 | Scent of a Woman          | Marito imbroglione        | 27 settembre 2016 |
| 14 | Dark Web                  | Web oscuro                | 4 ottobre 2016    |
| 15 | Jeepers Creepers          | Donna tormentata          | 4 ottobre 2016    |
| 16 | Little Boy Blue           | Problemi adolescenziali   | 4 ottobre 2016    |

## Produzione
Wolfe è stato contattato da Karga Seven Pictures perché stavano per fare un programma su un investigatore privato di Los Angeles. Wolfe fornisce i file dei suoi casi alla casa di produzione che sceglie quali casi mettere.

## Accoglienza
Brian Lowry di Variety ha considerato lo stile di presentazione del programma ingannevole, fuorviante, uso di video traballanti tenuti in mano e una "finta troupe televisiva" per dare impressione che il filmato non era un'interpretazione. Agli altri, è piaciuto l'approccio più "giocoso" all'argomento, in contrasto ad altri programmi televisivi true crime della rete.